# Куровське
Куровське́ (рос. Куровское) — місто в Орєхово-Зуєвському районі Московської області, Росія, розташовано на схід від Москви на річці Нерській.

## Історія
Куровське вперше згадується у 16 столітті як починок Куровський, назва походить від фамілії Куров чи Куровський. 1646 року вперше згадується як село Куровське Гуслицької волості, все село складалось з 3 дворів — двох селянських та одного бобильського. З 1710 року належала О. Д. Меншикову, після його смерті перейшла в палацове відомство. Протягом 200 років Куровська була малопримітним селом, більш відомим було село Спаське (сьогодні у межах міста), поруч з якою стояла церква, яка і дала їй назву. 1859 року на місці церкви було закладено Гуслицький Спасо-Преображенський монастир. Куровське почало активно розвиватись завдяки ткацькому виробництву Балашових, яке було засновано 1838 року. 1890 року поблизу села проходить залізниця Орєхово-Зуєво-Єгор'євськ, 1913 — Московсько-Казанська залізниця, на якій виникає станція Куровська.

### Радянські часи
У матеріалах перепису 1926 року числиться смт Куровське, де живе 3385 чоловік, у селищі при станції Куровська — 14. 1929 року після створення нової ткацької фабрики у Куровському створюється меланжовий комбінат, селище стає центром Куровського району. З 30 серпня 1931 року робітниче селище Куровське, з 26 грудня 1952 року — місто Куровське.

## Символіка

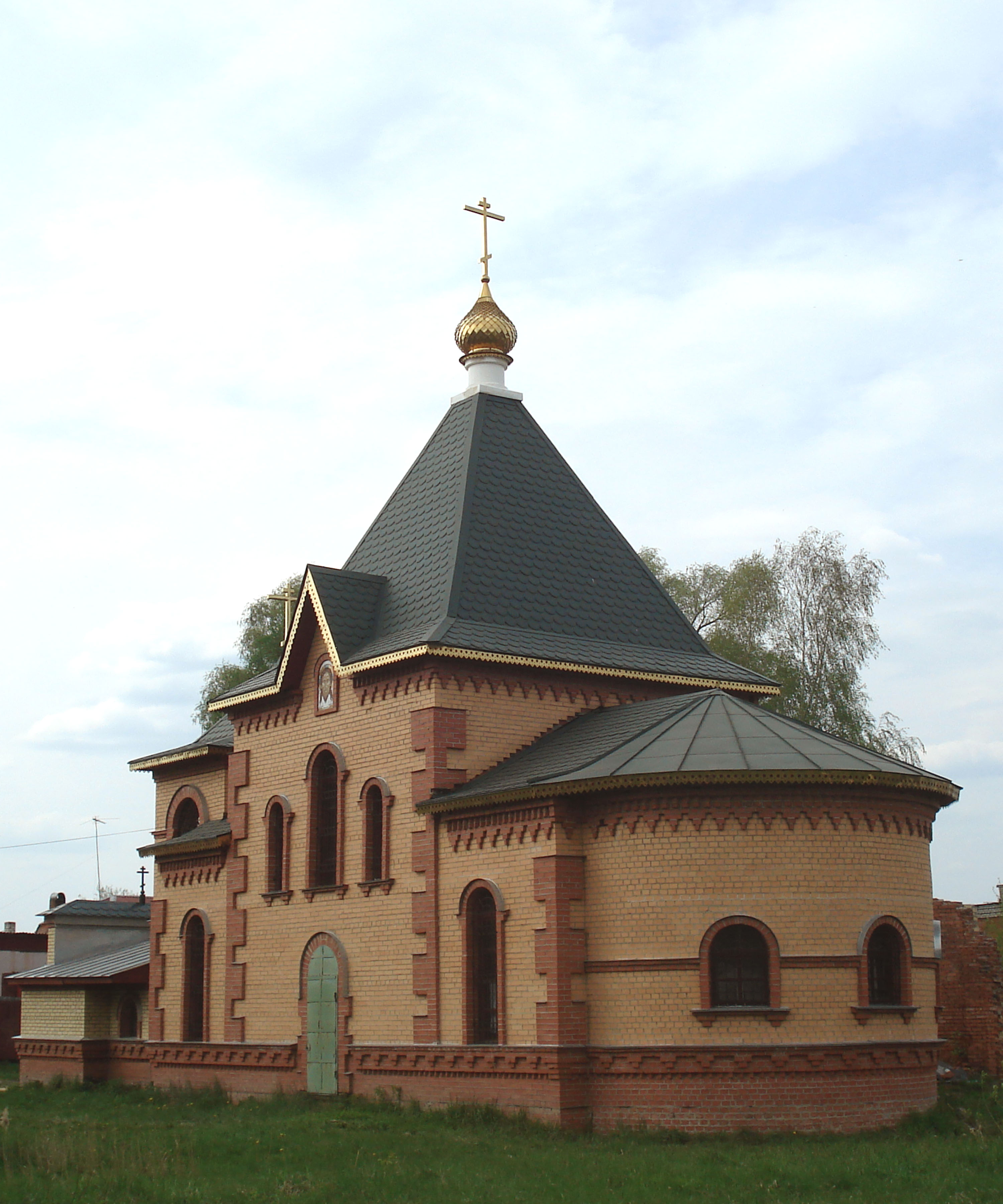
Єдиновірча церква Іоанна Лествичника в Куровському (Московська обл.). Освячена 19 листопада 2000

Місто Куровське має власну символіку — герб та прапор. Основою гербової композиції — золота дзвіниця на зеленому фоні з алегоричним зображенням ріки у нижній частині композиції.

## Промисловість
Основними підприємствами міста є меланжевий комбінат, ВАТ «Куровський текстиль» а також підприємства харчової промисловості.

## Транспорт
Місто Куровське розташовано на перехресті залізничних напрямків Москва (Казанського напрямку) — Черусті та Єгор'євськ — Орєхово-Зуєво що утворюють добре розвинутий транспортний вузол. Час руху електрички від Куровського до Казанського вокзалу складає в середньому 1 год. 45 хв., час руху маршрутного таксі до Оріхово-Зуєво — 30 хв. У самому місті добре розвинута служба таксі.

## Населення
| Рік  | тис. чол | рік  | тис. чол | рік  | тис. чол | рік  | тис. чол |
| ---- | -------- | ---- | -------- | ---- | -------- | ---- | -------- |
| 1926 | 3.4      | 1989 | 21.1     | 2003 | 19.5     | 2011 | 21.8     |
| 1939 | 11.4     | 1992 | 20.9     | 2005 | 19.2     | 2012 | 21.7     |
| 1959 | 16.4     | 1996 | 20.6     | 2006 | 19.1     | 2013 | 21.6     |
| 1967 | 17       | 1998 | 20.5     | 2007 | 19.0     |      |          |
| 1970 | 17.5     | 2000 | 20.2     | 2008 | 18.9     |      |          |
| 1979 | 19.3     | 2001 | 20.2     | 2010 | 18.6     |      |          |

## Освіта
У місті розташовано Куровську філію Московського психолого-соціального інституту.

## Пам'ятки історії та архітектури
Найцікавішою пам'яткою архітектури, яка є у Куровському Спасо-Преображенський Гуслицький монастир який має статус пам'ятки архітектури. Монастир має статус діючого у складі РПЦ

## Куровське у культурі
Місту присвячена пісня Владіміра Утесова «Куровское»